# The Murder Capital
The Murder Capital is een Ierse postpunk band afkomstig uit Dublin. De band werd in 2015 opgericht door James McGovern, Damien Tuit, Diarmuid Brennan, Cathal Roper en Gabriel Paschal Blake nadat zij elkaar ontmoet hadden op het British and Irish Modern Music Institute. In 2019 brachtten zij hun debuutalbum When I Have Fears uit, dat met lovende kritieken onthaald werd.
In 2025 speelt de band elk optreden met een Palestijnse vlag op het podium vanwege de oorlog in Gaza die op dat moment aan de gang is. In Duitsland wordt de band verboden deze vlag op te hangen, waarop besloten wordt de optredens daar te cancellen. In Nederland mogen ze de vlaggen wel ophangen in Doornroosje en De Melkweg.

## Bezetting
- James McGovern – vocals
- Damien Tuit – gitaar
- Cathal Roper – gitaar
- Gabriel Paschal Blake – bas
- Diarmuid Brennan – drums

## Discografie
| Titel             | Details                                                                                                  | Hoogste notering in de hitlijsten | Hoogste notering in de hitlijsten |
| Titel             | Details                                                                                                  | IER                               | VK                                |
| ----------------- | --- | --------------------------------- | --------------------------------- |
| When I Have Fears | - Uitgebracht: 16 augustus 2019 - Label: Human Season - Dragers: CD, digitale download, Streaming, vinyl | 2                                 | 18                                |
| Gigi's Recovery   | - Uitgebracht: 20 januari 2023 - Label: Human Season - Dragers: CD, Digitale download, Streaming, Vinyl  | 1                                 |                                   |